# Континентальний схил

Структурні елементи будови дна Світового океану

Континента́льний схил (рос. континентальный склон, англ. continental slope, нім. Kontinentalabfall m, Kontinentalabhang m) — частина околиці континенту, яка лежить між континентальним шельфом та континентальним підніжжям. Зона різкого збільшення глибини в межах від 100—200 і до 3 000 — 3 500 м з боку океану за бровкою шельфу.

## Загальна характеристика
Характерна особливість рельєфу материкового схилу — різка розчленованість долиноподібними формами — підводними каньйонами. Частіше всього це продовження під водою річкових долин. Припускають, що вони мають комплексне походження. Первісна їх поява, можливо, пов'язана з тектонічними розломами, а подальша розробка каньйонів вже продовжується суспензійними (турбідітними) потоками, що утворюються під час підводних зсувів. Сповзаючий матеріал рухається по схилу з великою швидкістю (70 — 90 км/год.) на сотні кілометрів, еродуючи морське дно.
Гравітаційні процеси на материковому схилі в своїй сукупності являють собою важливіший механізм пересування осадового матеріалу з шельфу і верхньої частини схилу на великі глибини. Генезис материкового схилу значною мірою пов'язаний з тектонікою скидів, що проявляється тут достатньо яскраво. Це явище пов'язано з тим, що материкам у цілому притаманні висхідні вертикальні рухи земної кори, а ложу океану — прогинання, опускання. У ряді випадків спостерігається ступінчастий профіль материкового схилу, що можна пояснити розвитком ступінчастих скидів. Така картина, наприклад, дуже характерна для Патагонського шельфу в Атлантичному океані. Окремі уступи материкового схилу можуть бути сильно розвинутими у ширину. Вони отримали назви краєвих плато.
Практичний інтерес вивчення материкового схилу поки що обмежується задачами рибальства. Останнім часом стало відомо, що материковий схил має дуже значне заселення і що багато видів промислових риб виловлюються саме тут. Рибопромислове освоєння материкового схилу розвивається у дуже швидкому темпі, особливо в зв'язку з введенням у дію 200-мильної «зони економічних інтересів» приморських держав.
Континентальний схил — масштабний елемент рельєфу Землі, один з морфологічних типів перехідної зони від материка до океану. Являє собою високий (декілька тис. м) уступ з похилом у середньому 3 — 5° (місцями до 30 — 40°), верхня границя якого збігається із краєм шельфу (глибина 150—200 м), а нижня (підніжжя) — утворена перегином поверхні дна при переході до ложа океану (глибина 3 — 5 км), дна океанського жолоба (до 7 — 10 км) або улоговинного моря (2 — 4 км). Ширина С.к. рідко перевищує 80 км. Поблизу основи С. к. звичайно розташовуються підводні конуси виносу, акумулятивні шлейфи й похилі рівнини. Поверхня С. к. часто ускладнена підводними долинами, балками, каньйонами, терасами, крутими уступами, а також підводними горами, грядами, височинами й улоговинами. На С. к. відкладаються г.ч. теригенні або вулканогенні, рідше біогенні осади. При формуванні С. к. велике значення мають підводні зсуви й суспензійні потоки. Уздовж С.к. з боку абісалі звичайно простягаються позитивні магнітні аномалії. Для С.к. властиві поклади нафти.